# Rhene sulfurea
Rhene sulfurea là một loài nhện trong họ Salticidae.
Loài này thuộc chi Rhene. Rhene sulfurea được Eugène Simon miêu tả năm 1886.